# Schloss Jedenspeigen

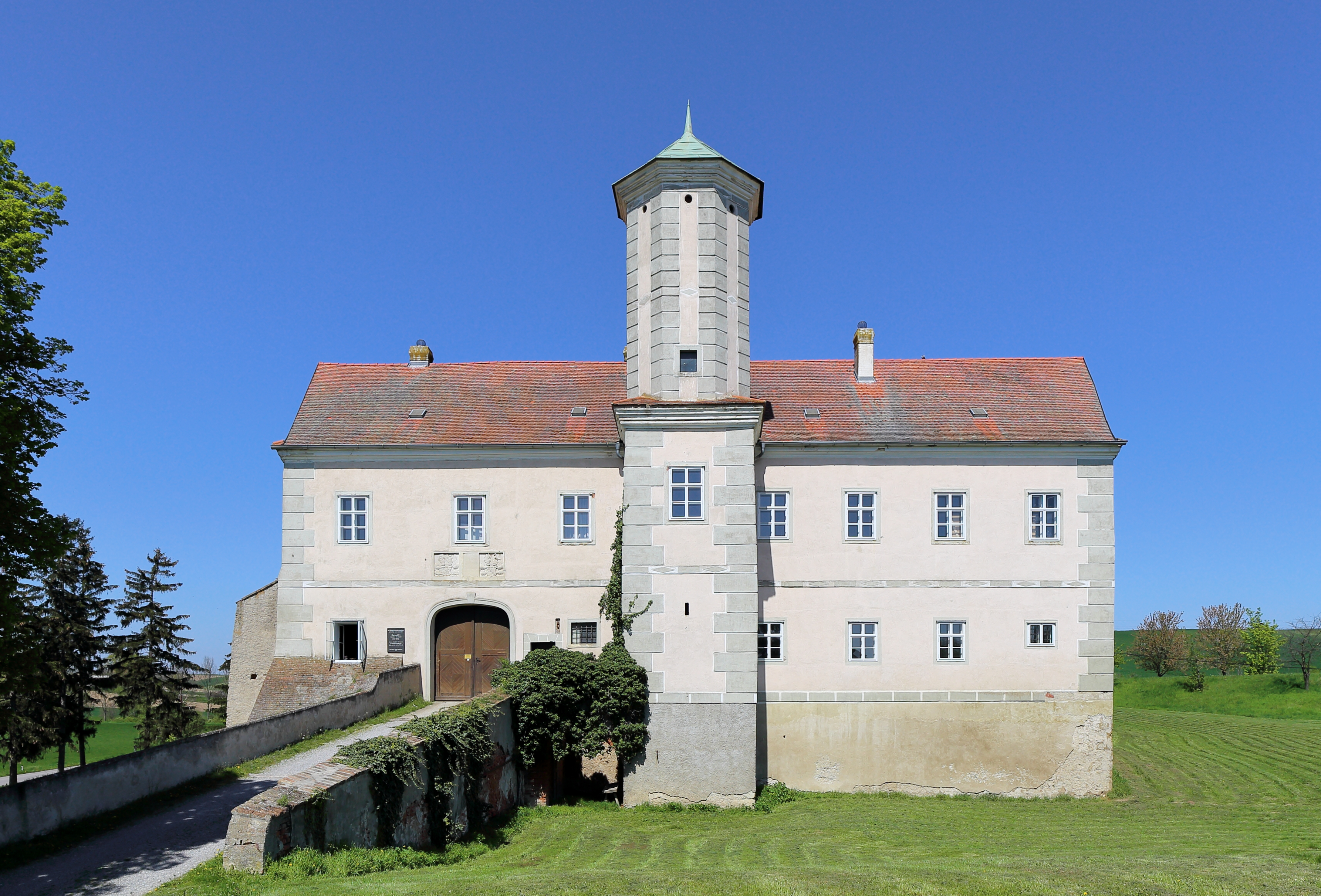
Schloss Jedenspeigen, im Bezirk Gänserndorf in Niederösterreich

Das Schloss Jedenspeigen steht in der Marktgemeinde Jedenspeigen im östlichen Weinviertel im Bezirk Gänserndorf in Niederösterreich. Das Schloss zeigt eine Ausstellung zur Schlacht bei Dürnkrut und Jedenspeigen.

## Geschichte

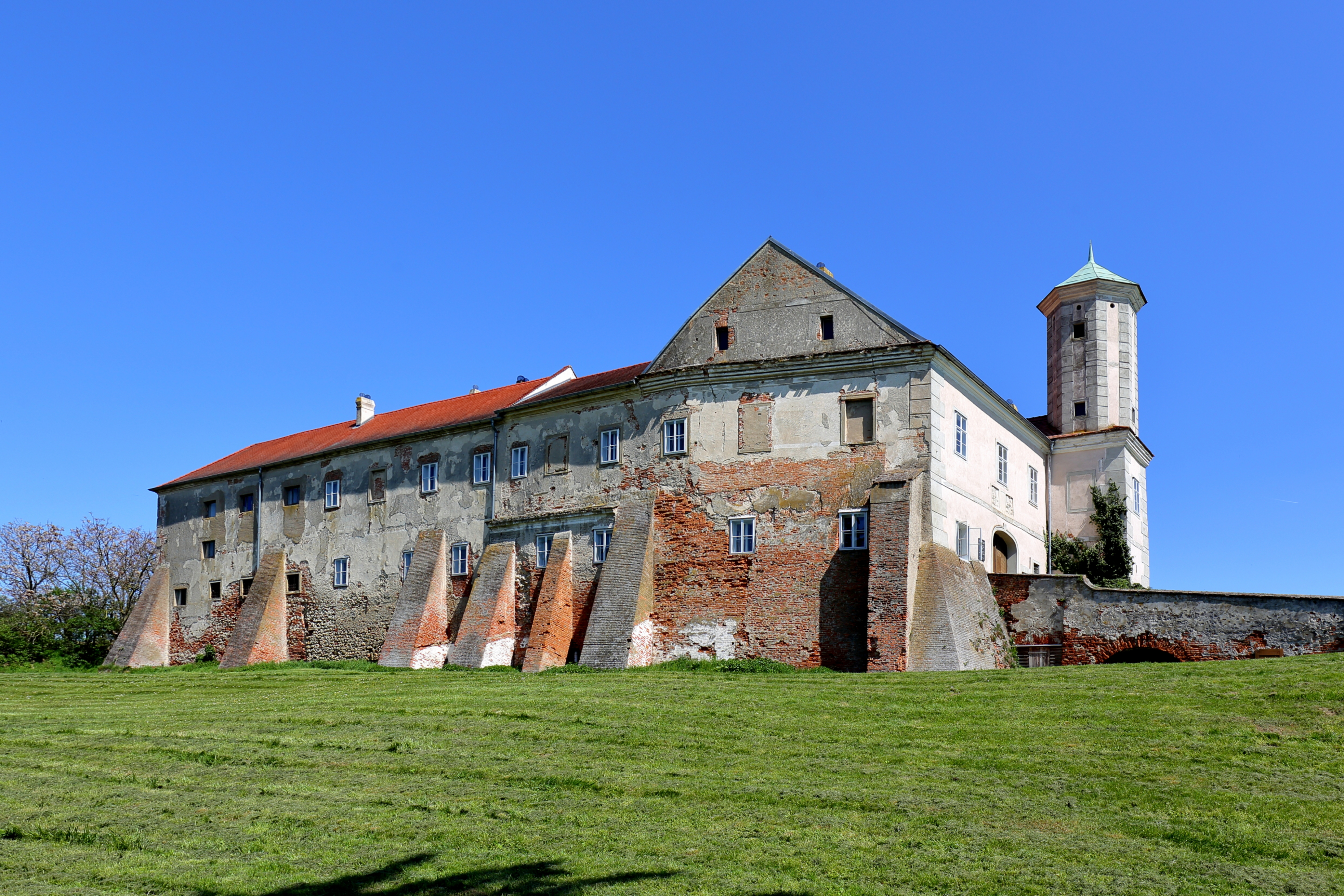
Westansicht des Schlosses Jedenspeigen

1113 wurde Hiedungispuigin als Besitz des Klosters Melk erstmals erwähnt. 1278 fand in der Nähe des Schlosses die Schlacht zwischen Rudolf von Habsburg und Ottokar II. Przemysl statt. Von 1295 bis 1497 trat eine ritterliche Familie von Jedenspeigen (Idunspeugen), als Eigner auf, später die Familie von Steinpeiß (Steinpeiss). Von 1524 bis 1574 traten die Lamberg (Adelsgeschlecht) den Besitz an. Nach Georg Clam Martinic übernahm General Konrad von Pappenheim im Jahre 1578 das Schloss, welches anschließend im Jahre 1585 in den Besitz der Freiherrn von Kollonitsch (aus dem Adelsgeschlecht der Kollonitz von Kollograd) überging. Gemäß Rudolf Büttner soll dies aber bereits 1583 erfolgt sein. Bis 1597 gehörte Jedenspeigen den Freiherrn von Kollonitsch, die das Schloss umbauen ließen. Nach mehreren Besitzerwechseln erwarben die Grafen Kollonitsch 1675 erneut die Herrschaft. 1874 vererbte Max Graf Kollonitsch Schloss und Herrschaft an die Erzdiözese Wien. Seit 1985 gehört das Schloss der Marktgemeinde Jedenspeigen.

## Gebäude
Vom mittelalterlichen Bau ist nichts mehr erhalten. Das heutige Schloss ist ein vierflügeliger Bau aus dem 16. und 17. Jahrhundert. Eine Rampe führt über eine Brücke zum Schlosstor im Ostflügel. Über dem Tor befinden sich die Wappen von Georg Seyfried von Kollonitsch (1537–1599) und seiner Frau Helena Fuchsin von Fuchsberg. Das Tor wird durch den Schlossturm betont. Auf einem zweigeschoßigen Quader sitzt ein achteckiger Aufbau mit einem flachen Pyramidendach. Im Südflügel des Innenhofs hat sich ein Arkadengang auf toskanischen Säulen erhalten. Der Westflügel wurde in den 1950er Jahren zu einem dreigeschoßigen Schüttkasten umgebaut. 2019 wurde der Ostflügel des Schlosses saniert. Im Erdgeschoß wurde eine Vinothek eingerichtet, im Obergeschoß eine neue Ausstellung zur Schlacht 1278 konzipiert.

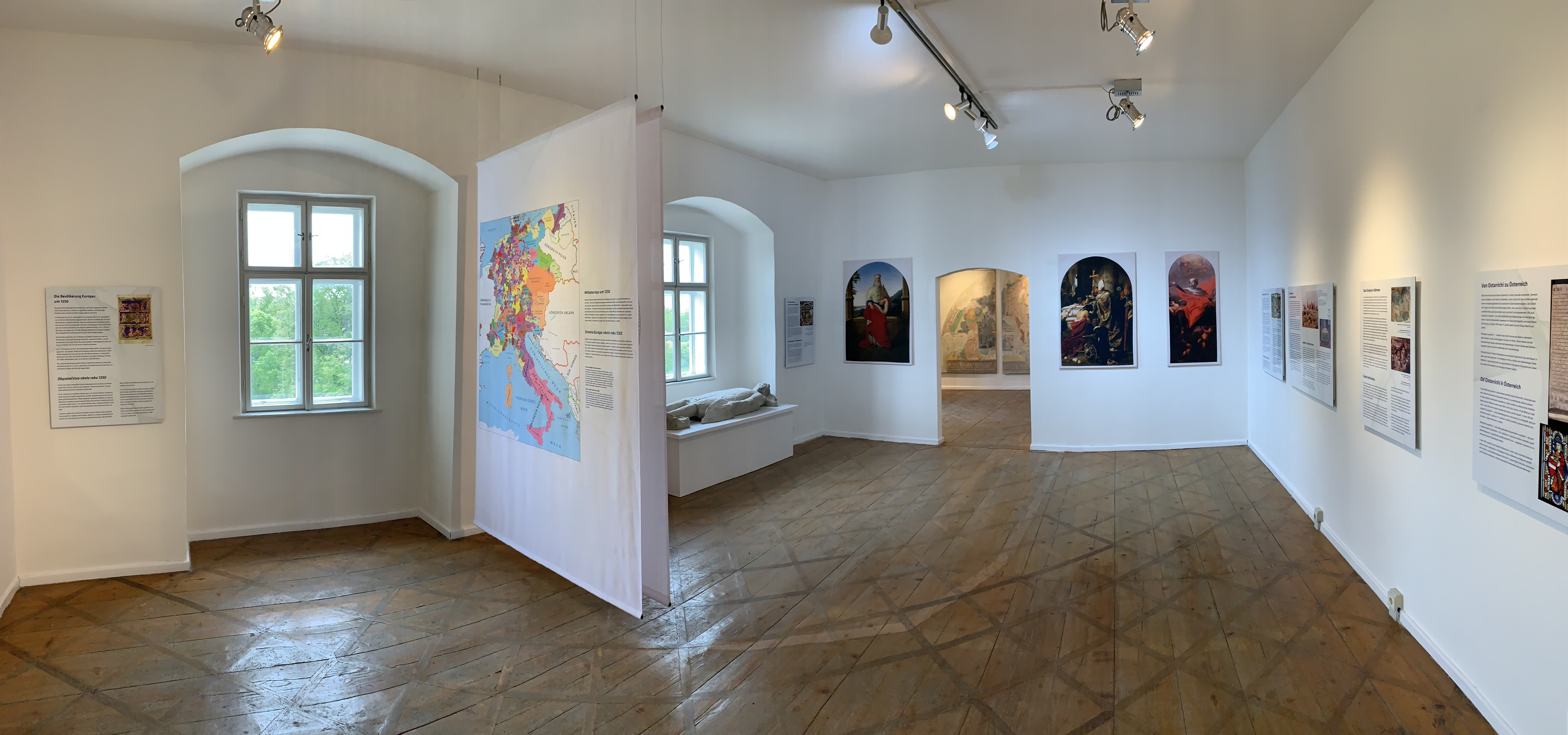
Ausstellungsraum "Das Werden dreier Länder" in Schloss Jedenspeigen

## Ausstellung zur Schlacht auf dem Marchfeld
Beginnend mit dem Rittersaal im Obergeschoß des Schlosses wird in insgesamt 9 Räumen Vorgeschichte, Bewaffnung, Auswirkungen und Rezeption der Schlacht auf dem Marchfeld 1278 gezeigt. Höhepunkt ist eine multimediale Rekonstruktion des Kampfgeschehens am 26. August 1278. Die Kampfereignisse werden in den Kontext der historischen Entwicklung der beteiligten Länder Österreich, Böhmen und Ungarn erläutert. Durch eine Videoinstallation belebte Büsten von Ottokar Przemyls und Rudolf von Habsburg rezitieren Auszüge aus dem Grillparzer Stück König Ottokars Glück und Ende.